# European Journal of Preventive Cardiology
European Journal of Preventive Cardiology (skrót: Eur J Prev Cardiol) – naukowe czasopismo kardiologiczne specjalizujące się w publikowaniu prac dotyczących kardiologii prewencyjnej. Oficjalny organ European Association of Preventive Cardiology (EAPC). W ciągu roku ukazuje się 18 wydań.
„European Journal of Preventive Cardiology” należy do rodziny 13 czasopism Europejskiego Towarzystwa Kardiologicznego poświęconych badaniom nad układem sercowo-naczyniowym. Kwestie techniczno-wydawnicze czasopisma leżą w gestii Sage Publications. 
W latach 1994–2003 czasopismo ukazywało się pod nazwą „Journal of Cardiovascular Risk”. Następnie w latach 2003–2011 tytuł brzmiał „European Journal of Cardiovascular Prevention and Rehabilitation”. Od 2012 roku periodyk ukazuje się pod tytułem „European Journal of Preventive Cardiology”.
Czasopismo publikuje oryginalne i recenzowane prace z zakresu wszystkich dyscyplin naukowych, klinicznych i zdrowia publicznego, które zajmują się przyczynami i profilaktyką chorób sercowo-naczyniowych, a także rehabilitacją układu krążenia i fizjologią wysiłkową (fizjologią ćwiczeń). Redaktorem naczelnym (ang. editor-in-chief) czasopisma jest Massimo Francesco Piepoli. 
Pismo ma współczynnik wpływu impact factor (IF) wynoszący 4,542 (2017) oraz wskaźnik Hirscha równy 84 (2017). W międzynarodowym rankingu SCImago Journal Rank (SJR) mierzącym wpływ, znaczenie i prestiż poszczególnych czasopism naukowych „European Journal of Preventive Cardiology” zostało w 2017 sklasyfikowane na 42. miejscu wśród czasopism z dziedziny kardiologii i medycyny sercowo-naczyniowej. W polskich wykazach czasopism punktowanych przez Ministerstwo Nauki i Szkolnictwa Wyższego publikacja w tym czasopiśmie otrzymywała w latach 2014–2016 po 30 punktów.
Artykuły publikowane w tym czasopiśmie są indeksowane w: Current Contents / Clinical Medicine, Embase/Excerpta Medica, ISI Alerting Services, Science Citation Index Expanded oraz Medline.